# Lehigh Valley Phantoms
Lehigh Valley Phantoms är ett ishockeylag i American Hockey League (AHL) som gjorde sin första säsong säsongen 2014/2015 efter att Adirondack Phantoms flyttats från Glens Falls, New York till Allentown, Pennsylvania. Laget spelar i Allentowns nyuppförda PPL Center som har en kapacitet på 9 017 åskådare. Phantoms, som började spela som Philadelphia Phantoms, har varit Philadelphia Flyers samarbetspartner i AHL sedan säsongen 1996/1997. Den lila klubbfärgen som använts sedan lagets start har i Lehigh Valley Phantoms ersatts av ljusblått.